# Cabañas Raras
Cabañas Raras é um município da Espanha na província de León, comunidade autónoma de Castela e Leão, de área 19,32 km² com população de 1213 habitantes (2004) e densidade populacional de 62,78 hab./km².

## Demografia
| Variação demográfica do município entre 1991 e 2004 | Variação demográfica do município entre 1991 e 2004 | Variação demográfica do município entre 1991 e 2004 | Variação demográfica do município entre 1991 e 2004 |
| --------------------------------------------------- | --------------------------------------------------- | --------------------------------------------------- | --------------------------------------------------- |
| 1991                                                | 1996                                                | 2001                                                | 2004                                                |
| 1368                                                | 1305                                                | 1302                                                | 1213                                                |